# Las Polvillas
Las Polvillas är en ort i Mexiko.   Den ligger i kommunen Senguio och delstaten Michoacán de Ocampo, i den södra delen av landet, 130 km väster om huvudstaden Mexico City. Las Polvillas ligger 2 535 meter över havet och antalet invånare är 235.
Terrängen runt Las Polvillas är lite bergig. Runt Las Polvillas är det ganska tätbefolkat, med 166 invånare per kvadratkilometer. Närmaste större samhälle är El Oro de Hidalgo, 16,6 km öster om Las Polvillas. I omgivningarna runt Las Polvillas växer i huvudsak blandskog.